# Вайсенхоф
Вайсенхоф (нем. Weißenhofsiedlung) — жилой посёлок в Штутгарте, в 1927 году построенный за 21 неделю, полностью в стиле Нового строительства (Neues Bauen) к выставке Немецкого Веркбунда.
Всего был построен 21 жилой дом с 63 квартирами по проектам известных немецких и европейских архитекторов. Во время Второй мировой войны в районе поселения было установлено зенитное оружие -  оно стало целью воздушных налетов, часть домов была разрушена в результате бомбардировок. Позднее, в 1950-е, были снесены ещё два дома. По состоянию на 2006 год сохранилось 11 оригинальных домов.
25 октября 2006 года, после трех лет реконструкции, в здании двухквартирного дом Ле Корбюзье и Пьера Жаннере был открыт Музей Вайсенхофа с историческими документами и архитектурными моделями. В июле 2016 года он был включен в список Всемирного наследия ЮНЕСКО как один из 17 объектов архитектурного наследия Ле Корбюзье.

## Архитекторы

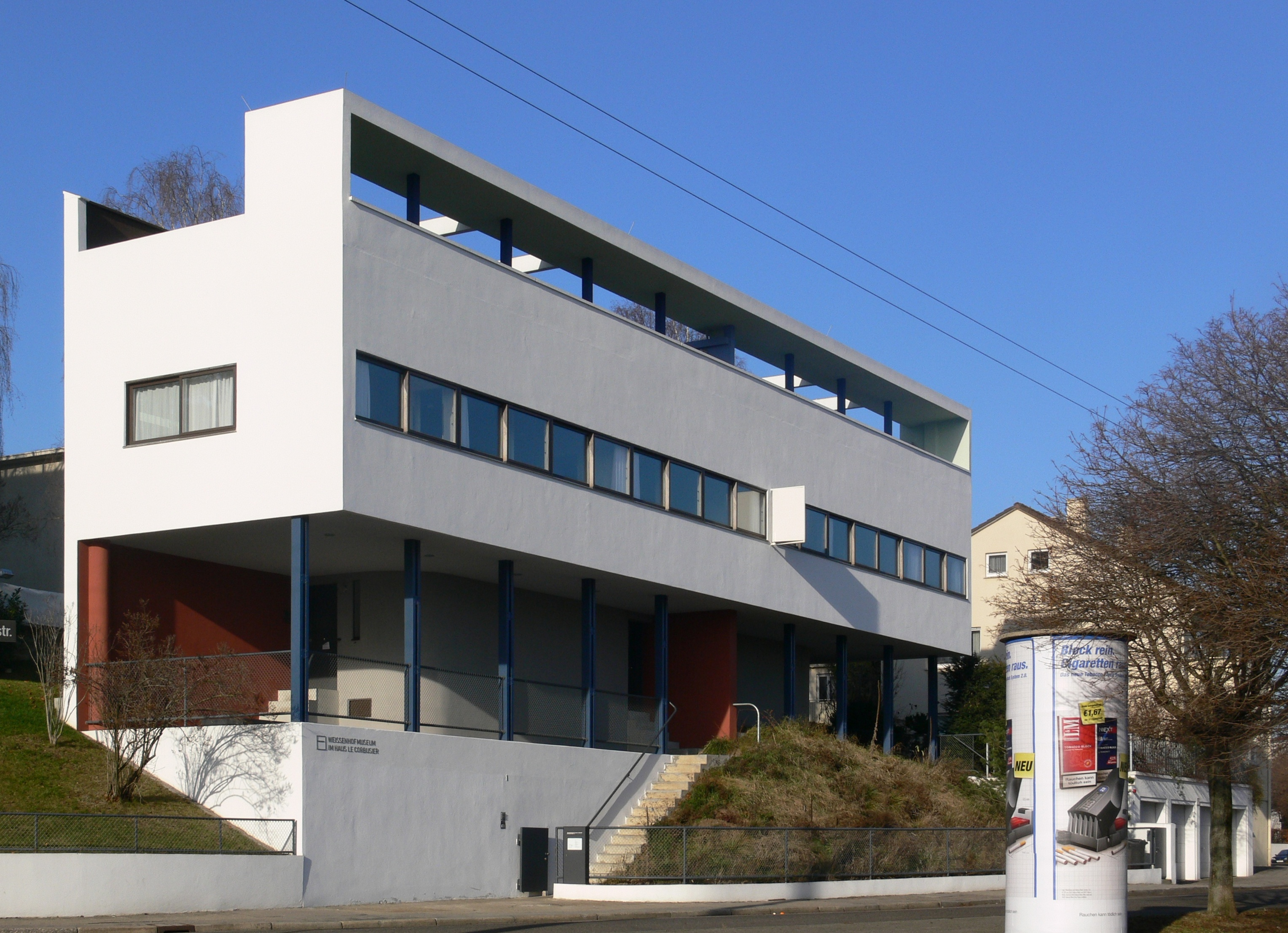
Двухэтажное здание 1927 года Ле Корбюзье и Пьера Жаннере

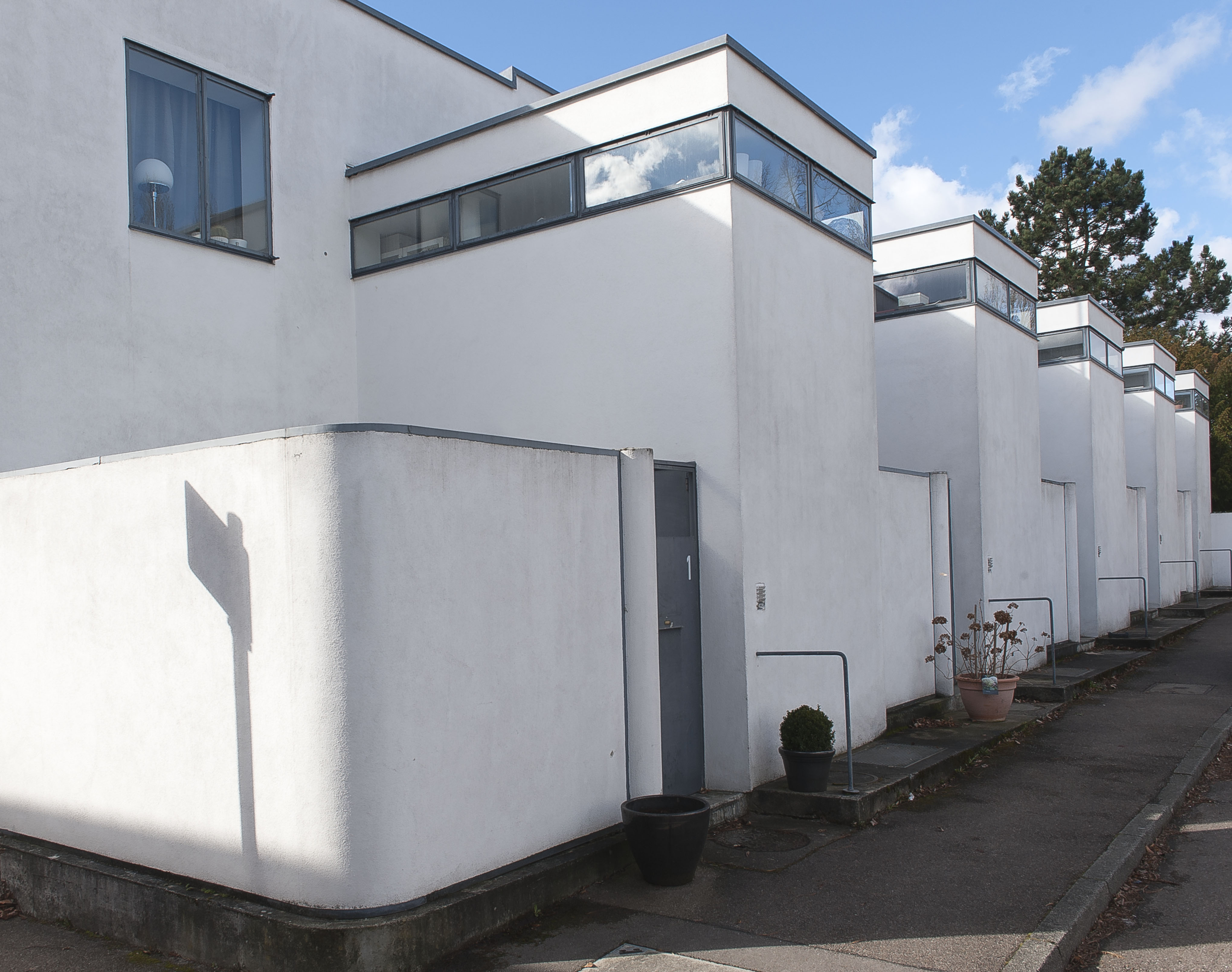
Дома на Pankokweg 5–9. Архитектор Якобус Йоханнес Ауд

Одним из самых заметных проектов интернационального стиля в Европе было строительство квартала Вайсенхоф в 1927 году.

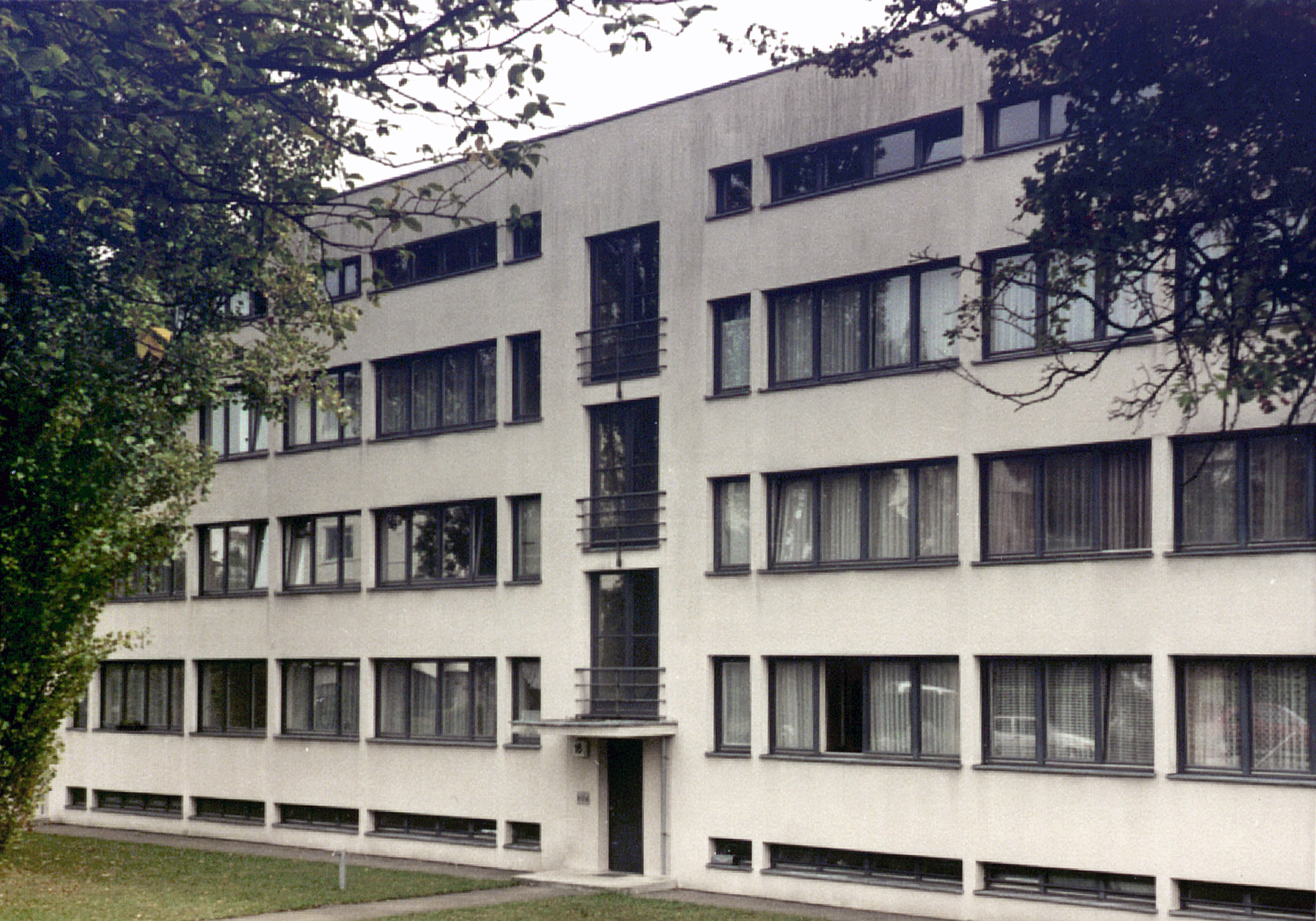
Многоквартирный дом, 1927г. Архитектор Людвиг Мис ван дер Роэ

- Многоквартирный дом, 1927г. Архитектор Людвиг Мис ван дер РоэДома 1-4: Людвиг Мис ван дер Роэ

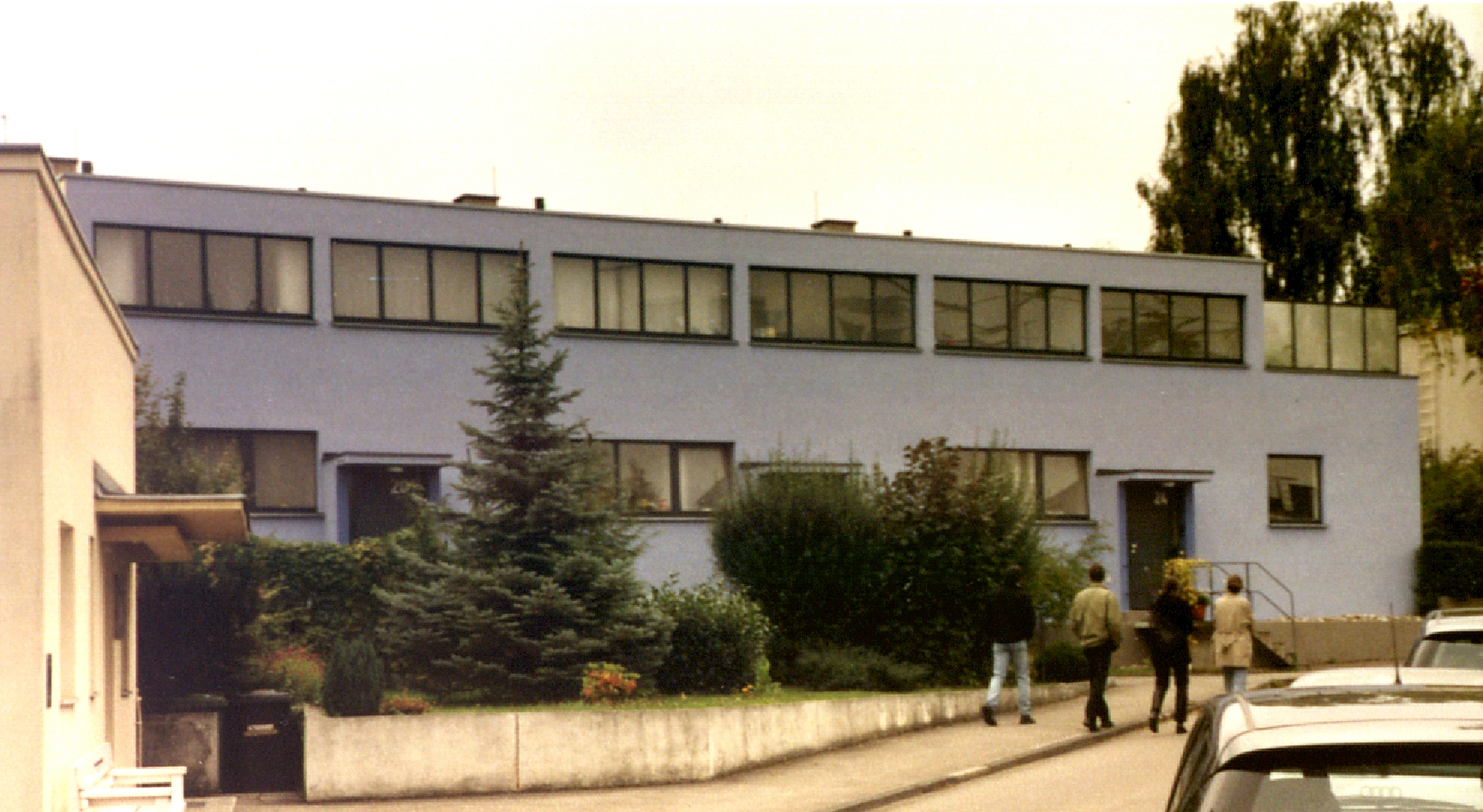
Дом рядовой застройки, 1927г. Архитектор Март Стам

- 5-9: Ауд, Якобс Йоханнес
- 10: Виктор Буржуа
- 11 и 12: Адольф Густав Шнек
- 13-15: Ле Корбюзье и Пьер Жаннере
- 16-17: Вальтер Гропиус
- 18: Людвиг Хилберсеймер
- 19: Бруно Таут
- 20: Ханс Пёльциг
- 21 и 22: Рихард Дёкер
- 23 и 24: Макс Таут
- 25: Адольф Радинг
- 26 и 27: Йозеф Франк
- Дом рядовой застройки, 1927г. Архитектор Март Стам28-30: Март Стам

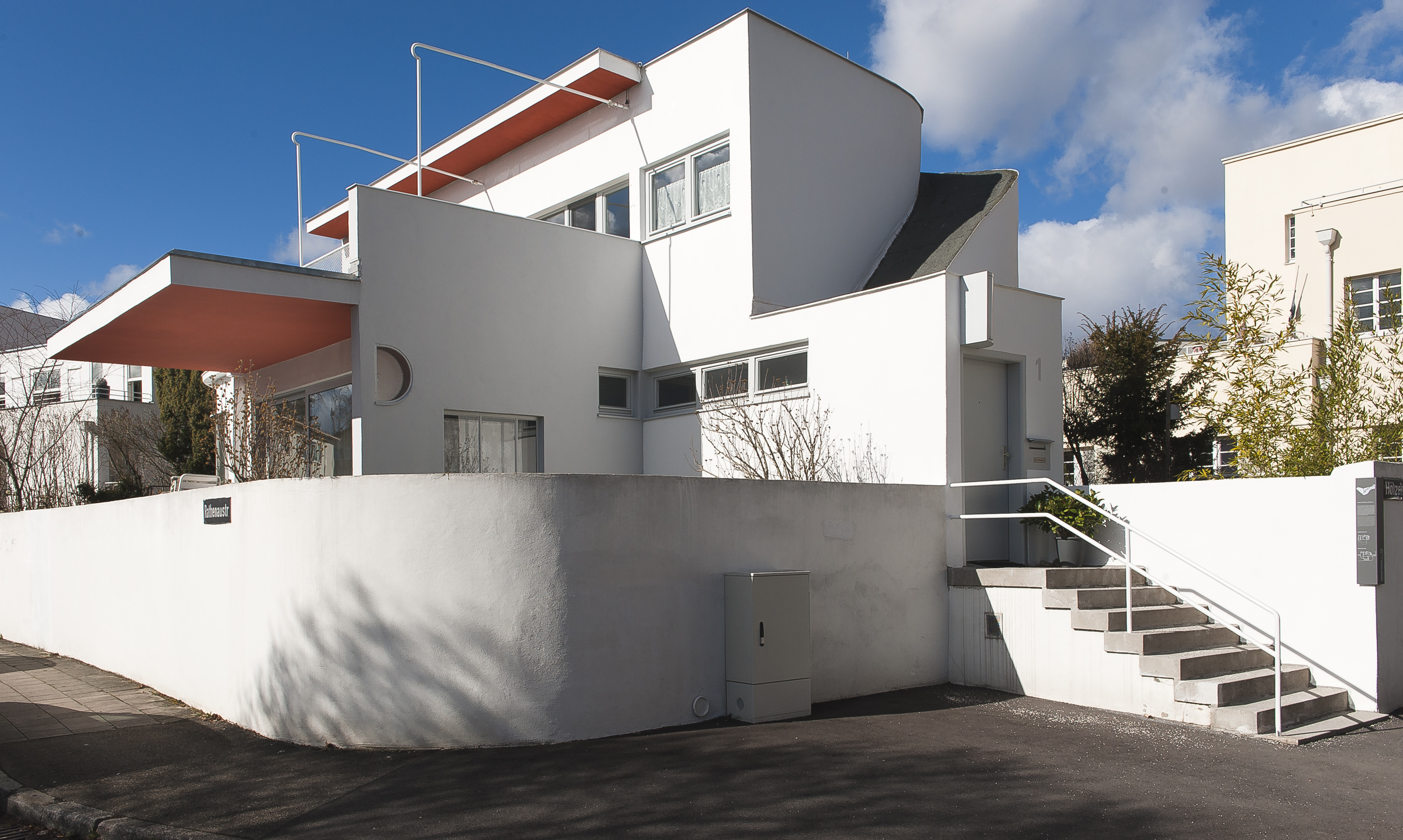
Дом 33. Архитектор Ганс Шарун

- 31 и 32: Петер Беренс
- Дом 33. Архитектор Ганс Шарун33: Ганс Шарун

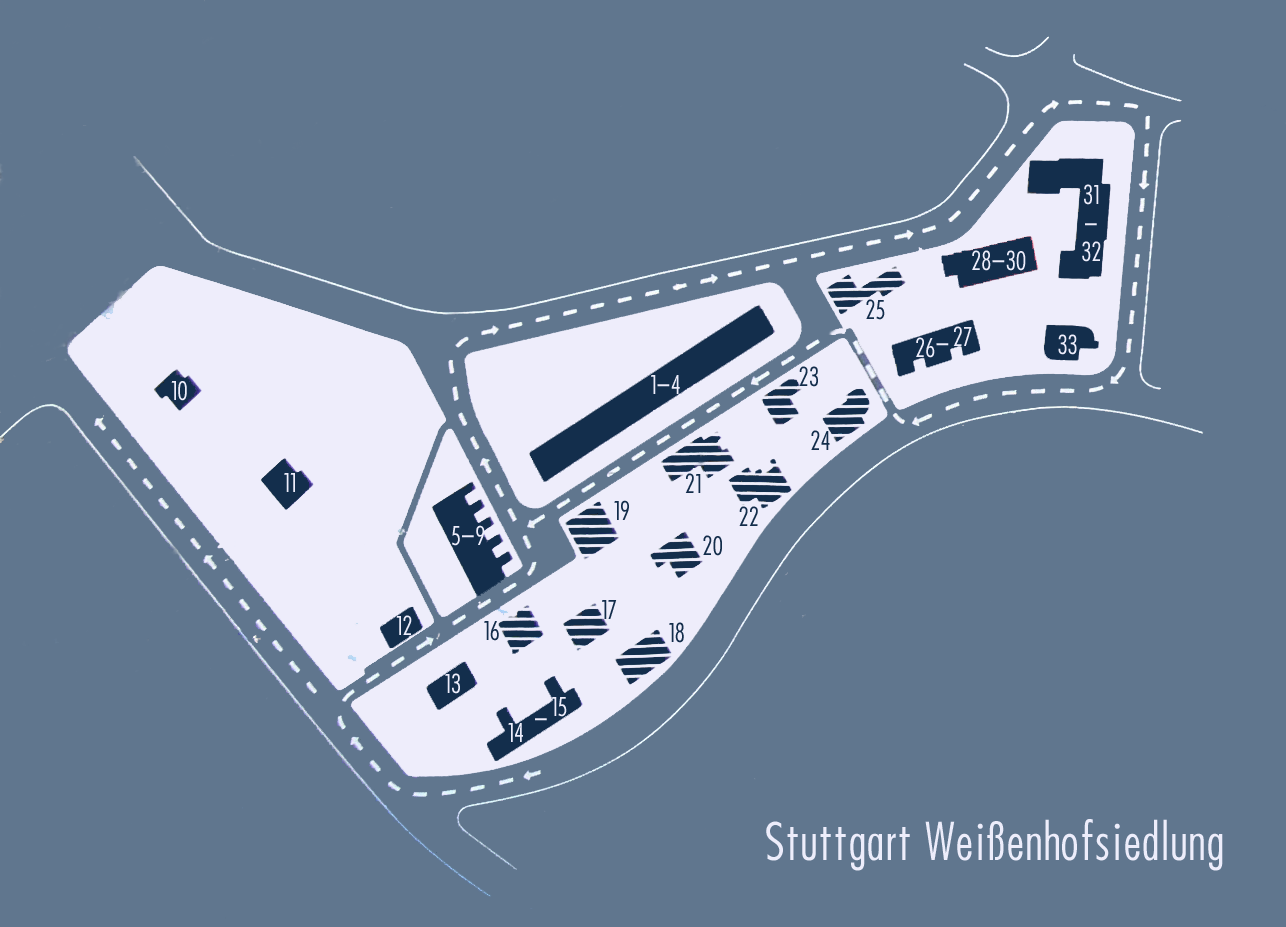
План домов Вайсенхофа. Темно-синие здания - все еще существуют, заштрихованные - разрушены.